# Hipobetalipoproteinemia
Hipobetalipoproteinemia é um distúrbio caracterizado por severa deficiência de colesterol LDL (menos de 50mg/dL), o colesterol de baixa densidade ou de apolipoproteína B (APOB), responsável pelo transporte de gordura para dentro das células. O paciente pode ter hipobetalipoproteinemia, simultaneamente, e ter níveis elevados de colesterol HDL, o colesterol de alta densidade.

## Causas
Em pessoas que não têm um distúrbio genético que cause hipobetalipoproteinemia, esse nível baixo de colesterol LDL pode ser um causado por má nutrição, doença debilitante, câncer, hipertireoidismo ou por doença hepática.
Existem três causas genéticas dessa doença:
- A mais comum é causada por uma mutação na apolipoproteína B.
- A segunda mais comum é mutação da "proteína de transferência de triglicerídeos do microssoma" que causa a abetalipoproteinemia.
- A terceira causa é causada por um "distúrbio da retenção de quilomícrons" (DRC), está associada à mutação no gene SARA2.[3]

## Sinais e sintomas
Casos leves não apresentam sinais ou sintomas, geralmente é saudável ter níveis de LDL baixo. Algumas pessoas a falta de transporte de gordura para as células causa um acúmulo excessivo de gorduras no fígado (chamado esteatose hepática ou fígado gorduroso). Em casos graves, esse acúmulo pode evoluir para cirrose. Algumas pessoas também têm problemas digestivos na infância, causando um crescimento insuficiente.
Deficiência de beta-lipoproteínas a largo prazo pode causar declínio na visão progressivo, fraqueza, problema de postura (escoliose) e marcha descoordenada (ataxia).

## Diagnóstico
Exame de sangue de colesterol total, HDL e LDL. Níveis de LDL menores que 50mg/dL significam hipobetalipoproteinemia. Se causa sintomas deve-se investigar a causa.

## Tratamento
Em casos genéticos é recomendado evitar gordura animal e consumir vitamina E regularmente. Em casos secundários a outras doenças, deve-se tratar a causa e recomendar uma dieta rica em gordura animal como queijos amarelos e ovos.